# Give It 2 Me
«Give It 2 Me» (Предоставь это мне) — второй сингл американской певицы Мадонны с её одиннадцатого студийного альбома Hard Candy, выпущенный в начале июля 2008 года. Он записан при участии американского продюсера Фаррелла Уильямса, который, кроме того, является соавтором и сопродюсером композиции. Премьера клипа состоялась 19 июня 2008 года на канале МУЗ-ТВ.
Give It 2 Me получила, в основном, положительные отзывы критиков. Песня стала рекордным 39-м хитом Мадонны достигшим первого места в чарте Billboard Hot Dance Club Play. Give It 2 Me также возглавил песенные чарты таких стран как Венгрия, Голландия и Испания и достиг первой десятки в чартах многих других стран. Песня была номинирована на Grammy 2009 в категории «Лучшая танцевальная запись».

## Чарты
Give It 2 Me стартовал в британском чарте синглов на 73-м месте 4 мая 2008, после начала цифровых продаж сингла. В США до официального релиза сингл оказался номером 57 в чартах Hot Shot Debut журнала «Биллборд». До официального релиза в Канаде, он появился в чартах на 8-й строчке. Таким образом, за несколько недель до выхода сингла он уже вошёл в список United World Chart, сразу на 39-е место.

## Музыкальное видео
Мадонна подтвердила, что видеоклип на песню уже снят и там появится Уильямс, в начале мая в интервью на шоу 106 & Park телеканала BET. Он был отснят в начале апреля в Лондоне, а его режиссёром стал модный фотограф Том Мунро (Tom Munro). Часть видеоклипа с участием Фаррелла использовалась во время выступления в рамках промотура Hard Candy. Кадры из видеоклипа были опубликованы в конце мая 2008. Полное видео попало на сервис YouTube 31 мая 2008, но как всегда было удалено оттуда по требованию компании Warner Bros.
В этом видео Мадонна предстаёт в тех же нарядах, что использовались для недавней фотосессии для журнала Elle.
- Режиссёр: Том Мунро
- Продюсер: Натан Риссман
- Оператор: Том Мунро
- Производство: HSI London

## Трек-лист и форматы
| - UK / EU CD1 1. «Give It 2 Me» (Альбомная версия) — 4:47 2. «Give It 2 Me» (Oakenfold Extended Mix) — 7:08 - UK / EU CD2 1. «Give It 2 Me» (Альбомная версия) — 4:47 2. «Give It 2 Me» (Oakenfold Drums In) — 5:45 3. «Give It 2 Me» (Eddie Amador House Lovers Remix) — 7:56 - U.S. / EU макси-сингл 1. «Give It 2 Me» (Fedde le Grand Remix) — 6:40 2. «Give It 2 Me» (Oakenfold Extended Remix) — 6:59 3. «Give It 2 Me» (Oakenfold Drums In Mix) — 5:44 4. «Give It 2 Me» (Eddie Amador Club) — 11:05 5. «Give It 2 Me» (Eddie Amador House Lovers Remix) — 7:52 6. «Give It 2 Me» (Tong & Spoon Wonderland Mix) — 7:35 7. «Give It 2 Me» (Jody den Broeder Club) — 9:33 8. «Give It 2 Me» (Sly and Robbie Bongo Mix) — 4:54 - U.S. 12" двойной винил Диск 1 1. «Give It 2 Me» (Album Version) — 4:47 2. «Give It 2 Me» (Eddie Amador Club) — 11:05 3. «Give It 2 Me» (Freddie Le Grand Remix) — 6:40 4. «Give It 2 Me» (Eddie Amador House Lovers Mix) — 7:52 Диск 2 1. «Give It 2 Me» (Oakenfold Extended Remix) — 6:59 2. «Give It 2 Me» (Tong & Spoon Wonderland Mix) — 7:35 3. «Give It 2 Me» (Jody den Broeder Club) — 9:33 4. «Give It 2 Me» (Sly and Robbie Ragga Mix) — 4:57 | - U.S. 12" Picture Disc 1. Give It 2 Me (Album Version) — 4:47 2. Give It 2 Me (Eddie Amador House Lovers Mix) — 7:52 - U.S. 7" винил 1. Give It 2 Me (Edit) — 4:02 2. Give It 2 Me (Eddie Amador House Lovers Edit) — 7:52 - U.S. two-track promotional CD 1. «Give It 2 Me» (Album Version) — 4:47 2. «Give It 2 Me» (Edit) — 4:02 - U.S. two-disc promotional set Диск 1 1. «Give It 2 Me» (Eddie Amador Club Mix) — 11:05 2. «Give It 2 Me» (Eddie Amador Club 7 Edit) — 7:18 3. «Give It 2 Me» (Eddie Amador Club 5 Edit) — 4:56 4. «Give It 2 Me» (Eddie Amador Dub) — 10:37 5. «Give It 2 Me» (Eddie Amador Dub 7 Edit) — 7:26 6. «Give It 2 Me» (Eddie Amador Houselover Mix) — 7:52 7. «Give It 2 Me» (Eddie Amador Houselover 5 Edit) — 4:50 Диск 2 1. «Give It 2 Me» (Jody Club Mix) — 9:29 2. «Give It 2 Me» (Jody Club 7 Edit) — 7:25 3. «Give It 2 Me» (Jody Dub) — 9:57 4. «Give It 2 Me» (Jody Edit) — 4:07 5. «Give It 2 Me» (Jody Edit TV) — 4:08 6. «Give It 2 Me» (Oakenfold Remix) — 5:46 7. «Give It 2 Me» (Oakenfold Dub) — 6:14 8. «Give It 2 Me» (Oakenfold Extended) — 6:59 9. «Give It 2 Me» (Oakenfold Drums In Mix) — 5:54 |

### Ремиксы и версии
- Альбомная версия — 4:47
- Видеоверсия — 4:11
- Радиоверсия — 3:24
- Paul Oakenfold Edit — 4:59
- Paul Oakenfold Mix — 5:48